# فوميو أساكورا
فوميو أساكورا (باليابانية: 朝倉文夫؛ بالكانا: あさくら ふみお) هو نحات ياباني، ولد في 1 مارس 1883 في أويتا في اليابان، وتوفي في 18 أبريل 1964 في طوكيو في اليابان بسبب لوكيميا نخاعية حادة.